# Atlantic Challenge
Die Atlantic Challenge (heute offiziell: Talisker Whisky Atlantic Challenge) ist ein Ruderwettbewerb über den Atlantik. Die Transatlantikregatta fand von 1997 bis 2011 unter dem Namen Atlantic Rowing Race statt.

## Allgemeines
Das seit 2015 jährlich durchgeführte Wettrennen startet jeweils im Dezember. Die Strecke führt von den Kanaren entlang der Barfußroute zu den Kleinen Antillen in der Karibik. Der Starthafen war 1997 und 2001 auf Teneriffa. Seit 2003 ist es San Sebastián de La Gomera. Zielhafen war zunächst Barbados, seit 2004 Antigua. 2019 führte die Strecke 2.592 Seemeilen (4.800 Kilometer) über den Atlantik zu Nelson’s Dockyard an der Südküste Antiguas.

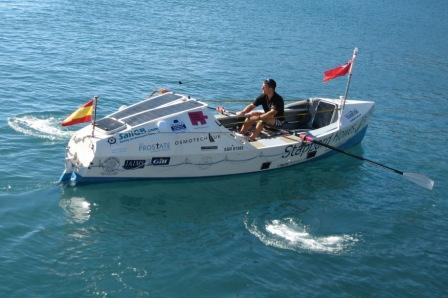
Chris Martin im Boot Pacific Pete vor La Gomera, 2005

Zur Atlantic Challenge zugelassene Bootsklassen sind Kleinboote wie Einer, Doppelzweier und Dreier sowie Großboote wie Doppelvierer und Fünfer. Die Teams rudern in Spezialruderbooten mit Schlafkabinen. Außer in den Einern wird im Schichtsystem gerudert: Abwechselnd rudern beispielsweise in den Vierern gleichzeitig zwei im Team und zwei ruhen sich aus. Jedes Team muss ungefähr 1,5 Millionen Ruderschläge leisten.
An der nach eigenen Angaben „wichtigsten Veranstaltung im Ozeanrudern“ nahmen im Jahr 2019 35 Boote teil.

## Geschichte des Rennens

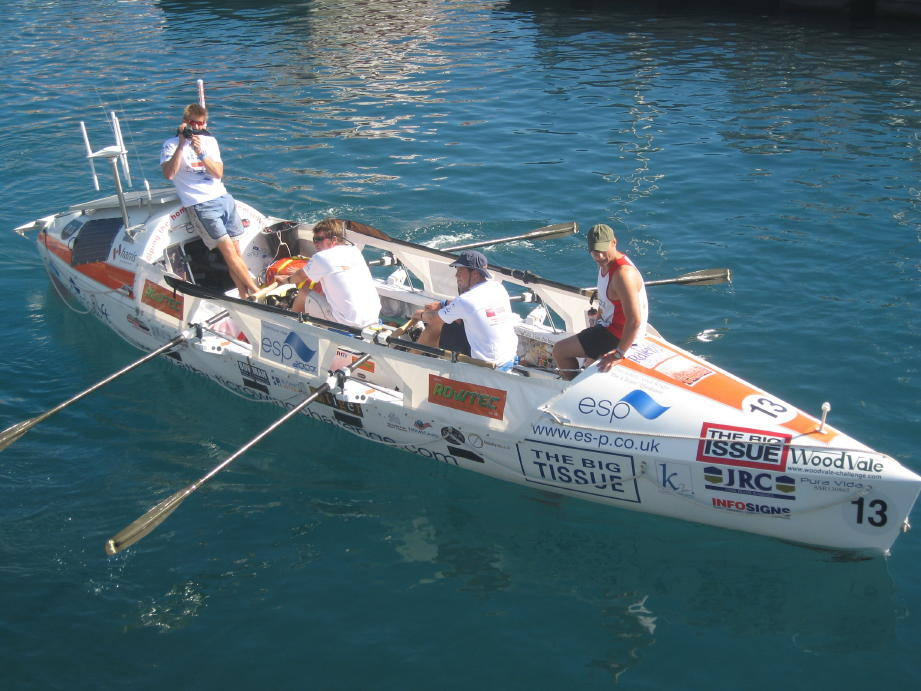
Pura Vida beim Start des Rennens 2007

Das Rennen wurde 1997 von Sir Chay Blyth mit dem Namen „Port St. Charles, Barbados Atlantic Rowing Race“ für Zweier gegründet. Blyth hatte 1966 in insgesamt 92 Tagen zusammen mit John Ridgway in einer offenen Dory den Nordatlantik überquert und dafür ein Jahr später die British-Empire-Medaille erhalten. Obwohl vor ihnen lediglich zwei Ruderer dieses bewältigt haben, und zwar Frank Samuelsen und George Harbo bereits im Jahre 1896, war Blyth überzeugt: Wenn er in einem sechs Meter großen Gefährt über den Atlantik rudern könne, könnte ein gut konstruiertes und mit Proviant ausgestattetes Seefahrzeug auf der klassischen Passatwindroute von den Kanaren in die Karibik das ebenso. Wichtig war ihm bei der Schaffung der neuen Veranstaltung, dass sie für gewöhnliche Menschen, die sich dieser außergewöhnlichen Herausforderung stellen, zugänglich und erschwinglich ist.
Das Team von Blyth entwickelte sodann ein neues Designkonzept für Boote und stützte sich dabei auf zuvor schon für Autos verwendete Ideen. Die Ruderboote wurden so entworfen, dass sie aus lasergeschnittenen Platten bestanden, die flach verpackt werden konnten, so dass es möglich war, sie überallhin zu verschicken. In vielen Fällen wurden die Ruderboote selbst zusammengebaut.
Beim ersten Rennen 1997 starteten am 12. Oktober 30 Teams von Teneriffa aus. Von ihnen schieden sechs aus und zwei Boote erreichten das Ziel mit nur einer Person. Rob Hamill und Phil Stubbs erreichten das Ziel auf Barbados nach 41 Tagen und 3 Stunden.
Im Jahr 2001 wurde die Veranstaltung von Ward Evans gesponsert und es nahmen 36 Teams aus zwölf Ländern teil, von denen 33 das Ziel erreichten. Sieger wurden in diesem Jahr Steve Westlake und Matt Goodman.
Im Jahr 2003 verkaufte Challenge Business Ltd., das die Rennen bisher durchgeführt hatte, die Veranstaltung an Woodvale Events Ltd. Den Siegern Kevin Biggar und James Fitzgerald gelang ein neuer Rekord mit 40 Tagen, 5 Stunden und 31 Minuten.
2004 verbesserte das siegreiche Quartett aus Devon aus Phil Langman, Shaun Barker, Jason Hart und Yorkie Lomas den Rekord auf 36 Tage und 59 Minuten.
2005 erreichte ein Team von zwei Brüdern, Justin und Robert Adkin, und ihren Cousins Martin Adkin und James Green die Ziellinie südlich von Cape Shirley nach einer 800 Seemeilen langen Führung in einer Zeit von 39 Tagen, 3 Stunden und 35 Minuten.
2007/2008 gewann das Team „Pura Vida“ von John Cecil-Wright, Robbie Grant, Tom Harvey und Carl Theakston aus Großbritannien in 48 Tagen, 2 Stunden und 52 Minuten. James Cracknell nahm mit dem britischen TV-Moderator Ben Fogle in einem Zweier teil und gemeinsam veröffentlichten die beiden ein Buch über das Rennen.
2009/10 gewann der Solist Charlie Pitcher das Rennen nach 2548 Seemeilen und einer Zeit von 52 Tagen, 6 Stunden und 47 Minuten.
Am 5. Dezember 2011 startete das nun „Talisker Whisky Atlantic Challenge“ (TWAC) genannte Rennen. Sieger wurden Toby Iles und Nick Moore nach 40 Tagen und 9 Stunden, denen der Solist Andrew Brown mit nur 26 Minuten Rückstand folgte.
Im Mai 2012 kaufte das spanische Unternehmen Atlantic Campaigns SL die Rechte an der Veranstaltung und das Organisationsteam wechselte für die Challenge 2013. Seitdem rudern die Teilnehmenden zu Gunsten einer von ihnen gewählten Wohltätigkeitsorganisation.
2013/2014 kamen die Sieger Tom Salt und Mike Burton nach 42 Tagen in Antigua an. Unterwegs hatte sich das Schwert eines Blauen Marlin in den Rumpf ihres Bootes gebohrt.
2015/2016 stellte das britische Team „Ocean Reunion“ mit Angus Collins, Gus Barton, Joe Barnett und Jack Mayhew in 37 Tagen und 9 Stunden einen neuen Rekord auf. Auch zwei reine Frauenteams waren, neben dem jüngsten (Callum Gathercole) und dem ältesten (Peter Smith) Menschen, der jemals auf einem Ozean gerudert ist, bei diesem Rennen mit von der Partie. Das jüngere, bestehend aus Olivia Bolesworth, 27, Bella Collins, 23, Lauren Morton, 26, und Georgina Purdy, 23, belegte am Ende den zweiten Platz und stellte zwei Guinness-Buch-Rekorde auf: als jüngstes und schnellstes reines Frauenteam, das je auf einem Ozean ruderte. Sie erreichten das Ziel durch taktische Streckenführung, beispielsweise wichen sie einem Sturm aus, nach nur 40 Tagen, 8 Stunden und 26 Minuten. Das ältere reine Frauenteam, Helen Butters, Frances Davies, Niki Doeg und Skipperin Janette Benaddi, aus Yorkshire bewältigte die Strecke in 67 Tagen. Im Vorfeld hatten diese vier während eines Offshore-Trainingsrennens, das in Vorbereitung auf die Atlantic Challenge stattfand, als erste Frauen in einem Ruderboot erfolgreich die Nordsee von Southwold bis Scheveningen überquert. Auch sie stellten einen Guinness-Buch-Rekord auf: als „ältestes rein weibliches Team, das je über einen Ozean gerudert ist“. Das letzte Team von insgesamt 26 traf nach 80 Tagen am Ziel ein. Die meisten Teams beendeten das Rennen zwischen 43 und 53 Tagen.
2016/2017 verbesserten die US-amerikanischen Ruderer Jason Caldwell, Matthew Brown, Angus Collins und Alex Simpson des Teams „Latitude 35“ den Rekord auf 35 Tage, 14 Stunden und 3 Minuten. Der Soloruderer Daryl Farmer kam nach 96 Tagen und 13 Stunden in Antigua an, nachdem er 40 Tage lang fast 1200 Meilen ohne Steuer gerudert war.
2017/2018 verbesserte das siegreiche britische Team „The Four Oarsemen“ bestehend aus George Biggar, Peter Robinson, Stuart Watts und Richard Taylor mit 29 Tagen, 14 Stunden und 34 Minuten den Rekord um fast sechs Tage. Insgesamt blieben sieben Teams unter der vorherigen Bestzeit, darunter das chinesische Frauenteam „Kung Fu Cha Cha“ von Amber Li, Sarah Meng, Cloris Chen und Tina Liang, welches in 34 Tagen, 13 Stunden und 13 Minuten einen neuen Frauenrekord aufstellte. 22 von 26 Teams erreichten das Ziel.
2018/2019 siegte das holländische Team „Dutch Atlantic Four“ von Marcel Ates, Erik Koning, David de Bruijn und Bart Adema in 34 Tagen, 12 Stunden und 9 Minuten. Das schnellste Frauenteam „Row for the Ocean“ von Kirsty Barker, Kate Salmon, Laura Try und Rosalind West erreichte nach 43 Tagen, 2 Stunden und 20 Minuten das Ziel.
Am 12. Dezember 2019 starteten 103 Teilnehmende, 88 Männer und 15 Frauen aus insgesamt zehn Ländern. Sieger des Wettbewerbs wurden Oliver Palmer, Tom Foley, Hugh Gilum und Max Breet. Als britisches Viererteam „Fortitude IV“ erreichten sie am 14. Januar 2020 nach 32 Tagen, 12 Stunden, 35 Minuten und 2 Sekunden das Ziel und legten 2709 Seemeilen zurück. Ihr persönliches Motto lautete: „True riches can not be bought“. Inspiriert durch die Engländerinnen startete erstmals ein deutsches Frauenquartett und erreichte das Ziel am 23. Januar 2020 nach 42 Tagen und 46 Minuten. Die Hamburgerinnen Catharina Streit, 33, Meike Ramuschkat, 33, Stefanie Kluge, 51, und ihre Tochter Timna, 26, belegten den 17. Platz von 35 gestarteten Booten und den 10. Platz (von insgesamt 15) in ihrer Bootsklasse. Mit dem Salzburger Wolfgang „Dewey“ Fankhauser (38) kam nach 57 Tagen 13 Stunden und 49 Minuten am 8. Februar 2020 der erste Transatlantikruderer aus Österreich ins Ziel. Er war zuvor 2016 auf einem der zwei Supportboote mitgefahren. Die Schweizer Solo-Ruderin Gabi Schenkel, 42, wurde Anfang Januar von einer Welle erfasst, so dass sich ihr Boot überschlug. Sie erreichte das Ziel nach 74 Tagen, 23 Stunden und 56 Minuten.
Mit dem Team „Swiss Raw“ gewann im Jahr 2021/2022 erstmals ein Team aus einem Binnenland das Ruderrennen. Das Schweizer Team mit Roman Möckli, Ingvar Groza, Jan Hurni und Samuel Widmer benötigte 34 Tage, 23 Stunden und 42 Minuten für die Überquerung. Aufgrund von schlechten Wetterbedingungen während des Rennstarts im Norden wählte das Team eine im Vergleich zu den Vorjahren wesentlich längere und weiter südlichere Route. Das Rennjahr 2021/2022 war geprägt von wenig Wind und langsamen Wetterbedingungen. Der Vorsprung auf das zweitplatzierte Team „Atlantic Flyers“ betrug über einen Tag.

## Herausforderungen und Gefahren sowie Gegenmaßnahmen

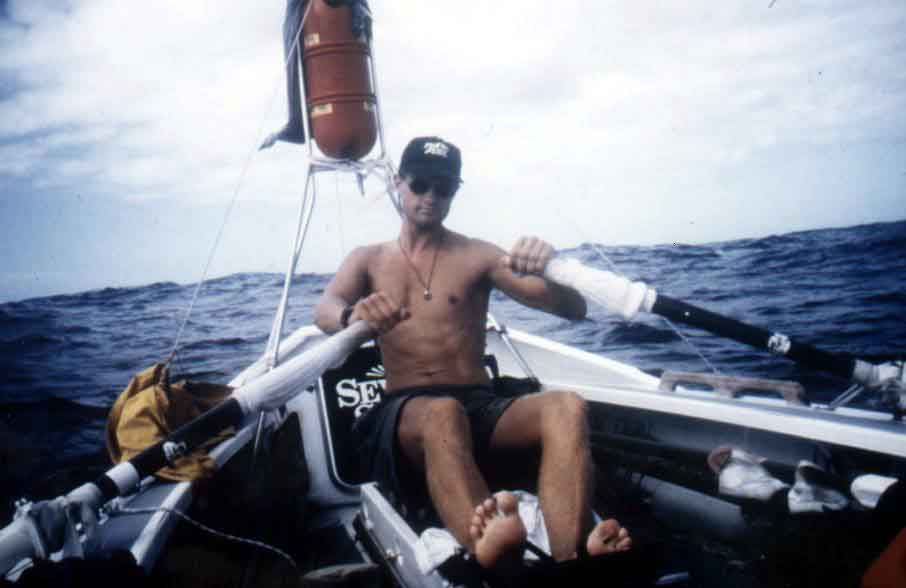
Dan Byles, 1997

Die Herausforderung für die Extremsportler besteht nicht nur darin, ihren Ängsten entgegenzutreten, sondern ebenso darin, mit den Gegebenheiten der Natur zurechtzukommen. Auf dem Atlantik sind die Ruderer ständig salziger Luft ausgesetzt. Auch drohen Konfrontationen mit starken Strömungen, orkanartigen Winden oder gar Orkanen, mit bis zu 20 Meter hohen Wellen, sengender Sonne oder Starkregen. Zudem stellen Schiffe und besonders über Bord gegangene, im Meer treibende Container eine Gefahr dar. Ganz zu schweigen von der eigenen Konstitution: Neben Verletzungen und Erschöpfung könnte gleichermaßen eine Dehydratation folgenschwere Konsequenzen haben. Ein paar Tage Erbrechens wegen „Seekrankheit“ reichen unter Umständen bereits aus.
Um diesen Gefahren vorzubeugen, wird vom Organisationsteam darauf geachtet, dass die für die Regatta Gemeldeten nicht nur im Vorfeld Überlebenstrainings- und Erste-Hilfe-Kurse absolvieren, sondern auch diverse Hilfsmittel bei ihrer Tour an Bord haben. Die Liste reicht von Navigationsgeräten über ein automatisches Identifikationssystem bis hin zur Meerwasserentsalzungsanlage. Zur zusätzlichen Sicherheit sind die Beteiligten stets angeleint und für den Fall, dass sie dennoch unangeleint über Bord gehen, mit Peilsendern ausgestattet. Zwei Sicherheits-Yachten und zwei Einsatzleitende an Land unterstützen die Teams bei der Überquerung des Ozeans. Im äußersten Notfall kommen Hubschrauber zum Einsatz.
Während des Rennens verbrennen die Sportler und Sportlerinnen mehr als 5000 Kilokalorien pro Tag. Ihnen wird empfohlen, 10 Liter Wasser täglich zu trinken. Das Trinkwasser wird mit einem sonnenzellenbetriebenen Entsalzer aus Meerwasser erzeugt. Das Essen wird mit Wasser aus mitgeführter, gefriergetrockneter Expeditionsnahrung zubereitet. Um einen Gewichtsverlust zu vermeiden, sind die Essensrationen genauestens geplant. Das Organisationsteam schreibt beispielsweise den Ruderinnen je Kilo Körpergewicht 60 Kilokalorien am Tag vor. Trotzdem verlieren die Teilnehmenden durchschnittlich 12 kg Gewicht. Anstelle einer Toilette gibt es einen Eimer an Bord.

## Situation für Außenstehende
Es ist möglich, sich im Internet über den aktuellen Stand der Boote zu informieren, denn jedes Boot ist durch GPS-Tracking verfolgbar.